# Sceloporus maculosus
Sceloporus maculosus (плямиста колюча ігуана) — вид ігуаноподібних ящірок родини фриносомових (Phrynosomatidae). Ендемік Мексики.

## Поширення і екологія
Плямисті колючі ігуани мешкають в центральній частині Мексиканського нагір'я, від сходу центрального Дуранго до південно-західної Коауїли. Вони живуть серед скель, порослих ксерофітними чагарниками.

## Збереження
МСОП класифікує цей вид як вразливий. Плямистим колючим ігуанам загрожує знищення природного середовища.